# Elfrida de Wessex
Elfrida de Wessex, também conhecida como Elfitrude (em inglês antigo: Ælfthryth, Elftrudis; 877 — 7 de junho de 929) foi uma princesa de Wessex por nascimento, e condessa consorte de Flandres como esposa de Balduíno II da Flandres.

## Família
Elfrida foi a quarta filha e sexta criança nascida do rei Alfredo de Wessex, conhecido como "o Grande", e de sua esposa, Elesvita. Seus avós paternos eram o rei Etelvulfo de Wessex e Osburga, sua primeira esposa. Seus avós maternos eram Etelredo Murcel e Edburga.
Entre seus irmãos estavam: Etelfleda, senhora dos Mércios; o rei de Wessex, Eduardo, o Velho; Etelgiva, abadessa de Shaftesbury, etc.
Ela também foi chamada de Etelsvita (Æthelswitha) por Asser.

## Biografia
Elfrida casou-se com conde Balduíno II, em alguma data entre os anos de 893 e 899. Ele era filho de Balduíno I da Flandres e de Judite de Flandres, que antes de ser esposa de Balduíno, foi rainha de Wessex através de seus dois casamentos, primeiro com Etelvulfo, e depois com Etelbaldo.
A união representava o começo de uma aliança duradoura entre a Inglaterra e Flandres, baseada em impedir o estabelecimento de colônias viquingues nas costas dos países.
Em 10 de setembro de 918, Balduíno morreu. Seu corpo foi sepultado em Saint-Bertin, e, em 929, foi reenterrado na Abadia de São Pedro, em Gante, na atual Bélgica. 
Anos depois, a condessa faleceu em 7 de junho de 929, e foi enterrada na mesma abadia em que o marido se encontrava.

## Descendência
O casal teve quatro filhos:
- Arnulfo I da Flandres (após 893/99 - 27 de março de 964), foi conde de Flandres. O nome de sua primeira esposa é desconhecido. Sua segunda esposa foi Adela de Vermandois, com quem teve filhos;
- Adalolfo de Bolonha (após 893/99 - 13 de novembro de 933), foi conde de Bolonha. Com sua esposa de identidade desconhecida teve dois filhos, além de um filho ilegítimo;
- Elasvida de Flandres;
- Ermentrude de Flandres;

É possível que tenha existido um(a) quinta(o) filho(a), mãe ou pai de Hildebrando, abade de Saint-Bertin e de Saint-Vaast.